# Assalto frontale
L'attacco frontale o assalto frontale, in ambito militare, è un attacco o scontro, effettuato muovendo in linea retta verso l'avversario e mantenendo un fronte parallelo.

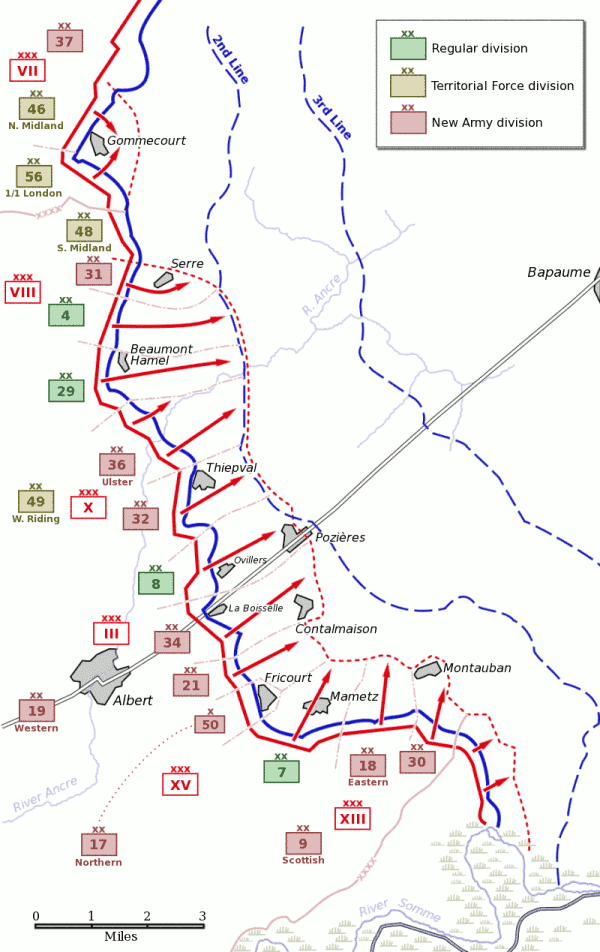
Il piano britannico per l'assalto frontale alle trincee tedesche nella Battaglia della Somme

Una tattica di questo tipo permette all'attaccante, se in superiorità numerica e di armamento, di creare una breccia nella difesa avversaria ottenendo un temporaneo vantaggio sull'avversario. Tuttavia, in condizioni di parità numerica e di armamento, dato il vantaggio intrinseco della difesa rispetto all'attacco, l'assalto frontale generalmente porta ad un disastro.

## Vantaggi e svantaggi
L'attacco frontale è la forma più diretta di combattimento, priva di ogni utilizzo tattico del terreno, quindi generalmente è usato nel caso che non siano possibili alternative tattiche diverse. Il vantaggio dell'attacco frontale su altri tipi di attacco è che si ha il massimo controllo sulle truppe, in quanto il comandante o è al centro della linea attaccante o è ad un'ala con il vicecomandante all'altra ala (come nell'esercito spartano). D'altra parte in termini tattici la difensiva è sempre avvantaggiata sull'offensiva, quindi l'attacco frontale porta a perdite generalmente superiori a quelle che si avrebbero con un'azione avvolgente.
Per questo motivo l'attacco frontale, per avere successo, deve essere effettuato con una sensibile superiorità numerica rispetto al nemico, tenendo comunque conto che saranno subite perdite notevoli.

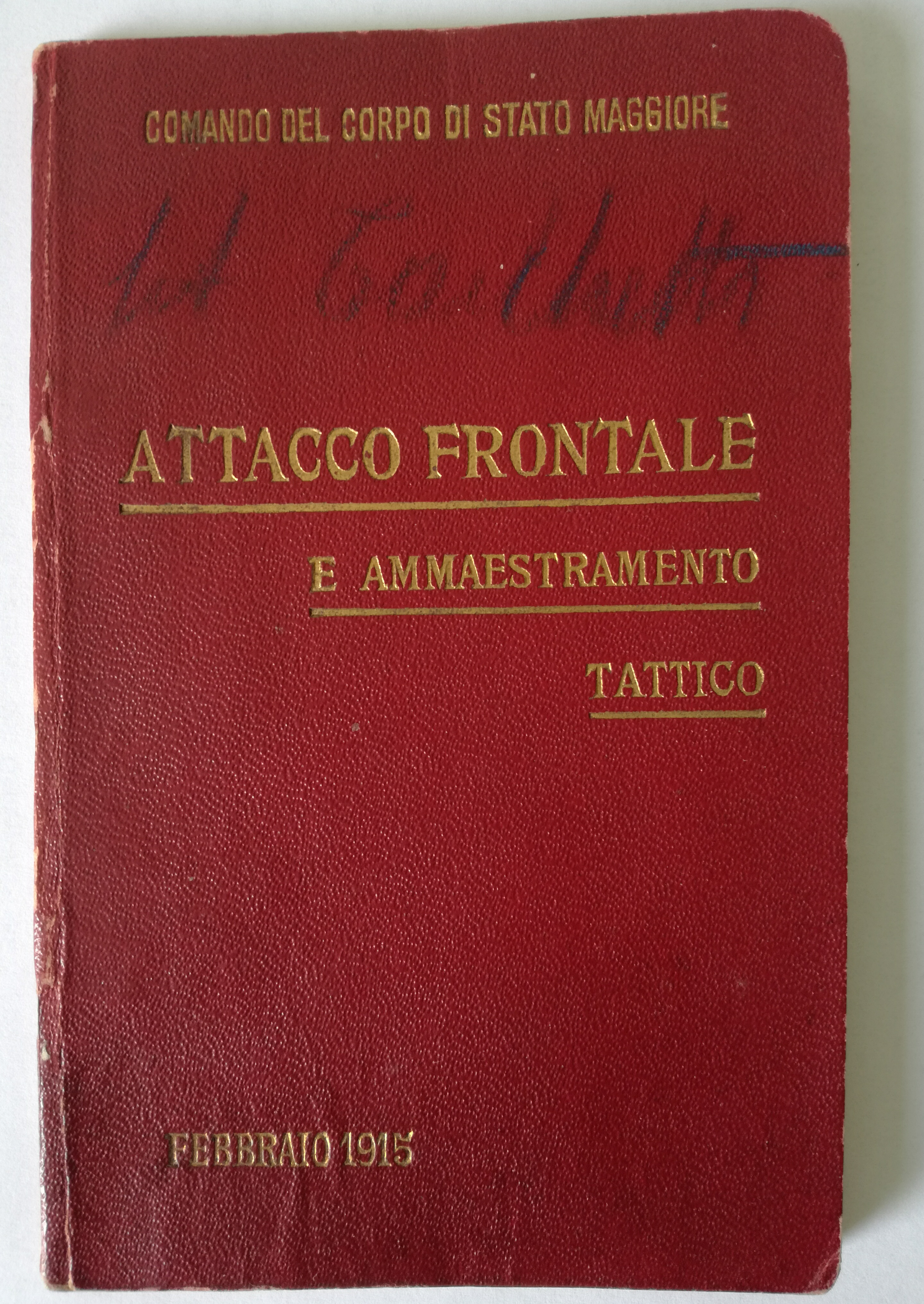
Il cosiddetto "libretto rosso" di Luigi Cadorna pubblicato nel febbraio 1915 è un elogio all'attacco frontale, trascurando le esperienze fatte sui campi di battaglia nei primi mesi della prima guerra mondiale.

## L'attacco frontale nell'antichità
Data la sua facilità di organizzazione e l'elevato grado di controllo che permette ai comandanti l'attacco frontale fu una tattica largamente usata fin dall'antichità, fra l'altro fu la modalità di attacco standard della falange oplitica fino all'epoca di Epaminonda, che sviluppò l'attacco obliquo. In genere fu usato anche dalle legioni fino alla Seconda guerra punica, in cui Scipione Africano ai Campi Magni usò la seconda terza linea dell'esercito come ali marcianti per avvolgere il nemico.

## Le battaglie rinascimentali
Nelle battaglie rinascimentali, dominate dai picchieri e dai moschettieri, lo scontro, data la scarsa mobilità dei picchieri, schierati in quadrati profondi, avveniva di norma frontalmente, su linee parallele. Questo metodo fu superato da Federico il Grande tramite le manovre in ordine obliquo, che, portando l'azione principalmente su un'ala del nemico, evitavano lo scontro fra i centri dei due eserciti.

## 1800 - 1900
Con l'avvento delle armi da fuoco a canna rigata gli assalti frontali sono diventati proibitivi, ed ancora più con l'avvento della mitragliatrice e del filo spinato. Nonostante ciò nel corso della prima guerra mondiale le truppe dell'Intesa furono mandate contro le trincee nemiche in assalti frontali estremamente sanguinosi. Anche le truppe degli Imperi centrali furono utilizzate in attacchi frontali nel corso dei primi anni di guerra, tuttavia a partire dal 1917 fu messa in atto una tattica di infiltrazione che, basandosi più sullo scardinamento delle retrovie del nemico che sulla distruzione della sua prima linea, permise di ridurre notevolmente la necessità di attacchi frontali.
Questa tattica militare era imposta dall'organizzazione delle trincee, poiché l'unico modo per eliminare la difesa nemica era un attacco frontale, con il precedente supporto di bombardamenti di sbarramento da parte di obici e mortai. I soldati all'attacco dovevano strisciare sotto al fuoco nemico e superare il filo spinato posto a difesa delle trincee, e i superstiti dovevano affidarsi al combattimento alla baionetta in un ambiente stretto e ricco di nemici.

## Guerra moderna
L'attacco frontale è uno dei più ragionati e poco utilizzati attacchi pensati per eliminare la difesa nemica. Con scontri con armi da fuoco tecnologiche, dove ogni riparo non è un luogo sicuro, attaccare in massa frontalmente sarebbe un suicidio. Perciò vengono solitamente dislocate poche truppe per un attacco frontale per distrarre la difesa verso di loro e favorire l'attacco alle spalle e ai fianchi.